# Hexenbaum
Der Hexenbaum ist ein Naturdenkmal in der Stadt Köslin (Koszalin) in der Woiwodschaft Westpommern in Polen.
Der Hexenbaum ist ein Bergahorn, der ursprünglich aus vier Einzelbäumen zusammengewachsen und durch seine Größe auffällig war. In den 1970er Jahren hatte er zwei seiner vier Stämme verloren. Heute (2008/2009) ist er zwar baumpflegerisch behandelt, hat aber viel von seiner ursprünglich eindrucksvollen Gestalt verloren. Sein Umfang beträgt 5,36 m.
Er befindet sich im Park Książąt Pomorskich (Park der Pommerschen Herzöge) am Großen Wall auf dem Gelände des 1810 angelegten, bereits 1818 wieder geschlossenen Wallfriedhofs. Vor 1945 waren einige Grabsteine an den Baum gelehnt.
Jedenfalls vor 1945 stand der Baum unter gesetzlichem Schutz als Naturdenkmal.